# SpVgg Preußen Nordhausen
Die SpVgg Preußen 05 Nordhausen war ein Sportverein im deutschen Reich mit Sitz in der heutzutage thüringischen Stadt Nordhausen.

## Geschichte
Der Verein wurde im Jahr 1905 gegründet, nach der Gründung des Kyffhäuser Gau nahm der Verein mit seiner Fußball-Mannschaft an der Mitteldeutschen Fußballmeisterschaft innerhalb des VMBV zum ersten Mal in der Saison 1911/12 teil. Mit 8:4 Punkten wurde die Mannschaft auch sofort Gaumeister, durfte in dieser Saison jedoch noch nicht an der Endrunde teilnehmen. In der darauf folgenden Saison landete die Mannschaft dann auch nur auf dem zweiten Platz.
Nach der Saison 1913/14 waren Preußen Nordhausen und der SV Wacker Mars Nordhausen mit einem Zählerstand von 14:2 Punktgleich, dass bessere Torverhältnis von Preußen Nordhausen wurde hierbei jedoch nicht mit einbezogen und es kam zu einem Entscheidungsspiel. Das Entscheidungsspiel am 22. März 1914 konnte von Wacker Mars mit 5:1 gewonnen werden, bereits zudem diesem Zeitpunkt war aber die Meldefrist für die Endrunde der Meisterschaft abgelaufen, womit es aus dem Gau keinen Teilnehmer gab. Im Juli 1914 wurde das Spiel dann zudem noch nachträglich für Preußen Nordhausen gewertet, da Wacker Mars einen Spieler ohne Spielberechtigung in diesem Spiel eingesetzt hatte. Gegen diese Entscheidung wurde seitens Wacker Mars Protest eingelegt und es kam zu einem zweiten Entscheidungsspiel am 1. November 1914. Dieses zweite Spiel konnte dann von Preußen Nordhausen mit 3:2 gewonnen werden. Nach dieser Partie legte Wacker Mars erneut Protest ein, welchen der Verein auf der Gau-Ausschuss-Sitzung am 30. Januar 1915 dann aber wieder zurückzog. Am selben Tag wurde dann auch dem Antrag von Preußen Nordhausen stattgegeben, für diese Saison keinen Gaumeister zu benennen.
In der Saison 1914/15 kam der Spielbetrieb bedingt durch den Ausbruch des Ersten Weltkriegs schnell zum Erliegen, ob es in dem Kyffhäuser-Gau davor einen Spielbetrieb gab, ist nicht überliefert. Mit bedingt durch die Zweitklassigkeit sind die Abschlusstabellen in den darauf folgenden Jahren nicht genau übermittelt, bekannt ist jedoch, dass Preußen Nordhausen in dieser Zeit kein Meistertitel gelang. Erst zur Saison 1923/24 wurde das Gau wieder Erstklassig, in dieser Saison kam die Mannschaft auf den zweiten Platz. Nach mehreren Saison, in denen die Mannschaft den Meistertitel stets verpasste, gelang dieser dann schlussendlich nach der Saison 1928/29, womit die Mannschaft sich erstmals für die Endrunde der Meisterschaft qualifizieren konnte. Hier war dann aber bereits nach einem 4:7 gegen die SpVgg Erfurt in der 1. Vorrunde Schluss. In den folgenden Saisons kam die Mannschaft dann jedoch nicht mehr auf den ersten Platz. Nach der Machtergreifung der Nationalsozialisten wurde die Mannschaft in das Gau Mitte eingruppiert, für die Erstklassige Gauliga Mitte wurde der Verein wie jeder andere in dem Gau jedoch nicht berücksichtigt.